# Slagelse (općina)
Slagelse je općina u danskoj regiji Zeland.

## Zemljopis
Općina se nalazi u jugozapadnom dijelu otoka Zelanda, prositire se na 567,34 km2.

## Stanovništvo
Prema podacima o broju stanovnika iz 2010. godine općina je imala 	77.475 stanovnika, dok je prosječna gustoća naseljenosti 136,56 stan/km2. Središte općine je grad Slagelse.

### Veća naselja
| Veća naselja u općini |                 |                    |
| Br.                   | Naselje         | Stanovnika (2010.) |
| 1                     | Slagelse        | 31.918             |
| 2                     | Korsør          | 14.439             |
| 3                     | Skælskør        | 6.536              |
| 4                     | Forlev          | 2.500              |
| 5                     | Svenstrup       | 2.016              |
| 6                     | Sørbymagle      | 1.139              |
| 7                     | Dalmose         | 1.010              |
| 8                     | Boeslunde       | 806                |
| 9                     | Kirke Stillinge | 710                |
| 10                    | Slots Bjergby   | 692                |

## Vanjske poveznice
- Službena stranica općine